# NGC 5417
NGC 5417 (również PGC 49995 lub UGC 8943) – galaktyka spiralna (Sa), znajdująca się w gwiazdozbiorze Wolarza. Odkrył ją William Herschel 23 stycznia 1784 roku. Jest to galaktyka z aktywnym jądrem typu LINER.